# Kaffeklubben
Kaffeklubben (Ostrov kávového klubu) je neobydlený ostrov ležící u severního pobřeží Grónska, 37 km východně od mysu Morrise Jesupa. Je dlouhý necelý kilometr, maximální šířka činí 300 metrů. Je oficiálně uznáván jako nejsevernější ostrov na zeměkouli, od severního pólu je vzdálen 705 km.
Ostrov objevil v roce 1900 americký polárník Robert Peary. V roce 1921 mu dánský cestovatel Lauge Koch dal současné jméno podle své oblíbené kavárny v kodaňském Mineralogickém muzeu. V roce 1960 stanuli na ostrově první lidé, když sem helikoptéra vysadila americkou expedici. V roce 1969 skupina kanadských geografů změřila, že ostrov leží o 750 metrů severněji než mys Morrise Jesupa, do té doby pokládaný za nejsevernější bod světové pevniny. Prvenství ostrova Kaffeklubben však bývá zpochybňováno, protože na sever od něj bylo objeveno několik dalších kousků pevné země jako Oodaaq nebo 83-42 — vedou se spory, jestli je lze považovat za skutečné ostrovy nebo jen za dočasné naplaveniny štěrku.
Většinu roku je ostrov pokryt ledem. Průměrná roční teplota se pohybuje kolem -14 °C, zaznamenaná minima činí -36 °C a maxima 12 °C. Vegetaci ostrova tvoří játrovky, lišejníky i kvetoucí rostliny: lomikámen vstřícnolistý a mák papaver radicatum, obě jedlé.